# Copa Claro 2013
Copa Claro 2013 — тенісний турнір, що проходив на ґрунтових кортах у місті Буенос-Айрес, Аргентина з 18 лютого. Належав до категорії ATP World Tour 250, був турніром серії Argentina Open 2013 року.

## Фінальна частина

### Одиночний розряд
Давид Феррер —  Стен Вавринка 6–4, 3–6, 6–1

### Парний розряд
Сімоне Болеллі /  Фабіо Фоніні —  Ніколас Монро /  Зімон Штадлер 6–3, 6–2